# Bisdom Novo Hamburgo
Het bisdom Novo Hamburgo (Latijn: Dioecesis Novohamburgensis) is een rooms-katholiek bisdom met als zetel Novo Hamburgo, in Brazilië. Het bisdom is suffragaan aan het aartsbisdom Porto Alegre.

## Geschiedenis
Het bisdom werd opgericht op 2 februari 1980, uit delen van het aartsbisdom Porto Alegre.

## Parochies
Het bisdom had in 2021 een oppervlakte van 3.598 km2 en telde 1.110.235 inwoners waarvan 67,3% rooms-katholiek was.

## Bisschoppen
- Aloísio Sinésio Bohn (13 februari 1980 - 27 juni 1986)
- Carlos José Boaventura Kloppenburg (8 augustus 1986 - 22 november 1995)
- Osvino José Both (22 november 1995 - 7 juni 2006)
- Zeno Hastenteufel (28 maart 2007 - 19 januari 2022)
- João Francisco Salm (19 januari 2022 - heden)

Porto Alegre (aartsbisdom) · Caxias do Sul · Montenegro · Novo Hamburgo · Osório